# Marian Kielec
Marian Kielec (ur. 6 marca 1942 w Kimpulungu Mołdawskim) – piłkarz, napastnik, zawodnik Pogoni Szczecin, król strzelców polskiej ekstraklasy w sezonie 1962/1963; w życiu prywatnym teść Leszka Wolskiego. Z powodu ciemnej karnacji skóry zyskał przydomek Czarna Perła z Wielgowa, będący parafrazą pseudonimu portugalskiego gracza Eusébio zwanego Czarną Perłą z Mozambiku, do którego, ze względu na styl gry, często był porównywany.

## Życiorys
Urodził się w Rumunii, gdzie jego rodzina żyła na emigracji. Po wojnie przeprowadzili się do Wielgowa, które w 1954 roku włączono w granice Szczecina. Jako chłopiec zaczął grać w miejscowym LZS Wielgowo, gdzie został wypatrzony przez trenerów Pogoni. W wieku trzynastu lat przeniósł się do klubu z Pogodna.
W pierwszym zespole Pogoni zadebiutował jeszcze jako junior 2 maja 1959, w meczu przeciwko Ruchowi Chorzów. Kilka tygodni później (24 maja) zdobył swoją pierwszą bramkę w seniorskiej karierze (w 67 minucie meczu przeciwko Polonii Bytom zakończonym remisem 1:1). Już w następnym meczu, 7 czerwca udało mu się strzelić hat-tricka w wyjazdowym spotkaniu z Cracovią (gole w 3, 17 i 89 minucie; mecz zakończył się zwycięstwem Pogoni 5:3). Jeszcze w swoim debiutanckim sezonie, 15 listopada 1959 udało mu się powtórzyć ten wyczyn w wyjazdowym meczu przeciw Legii Warszawa (gole w 43, 44 i 82 minucie; mecz zakończył się zwycięstwem Pogoni 4:0).
W sezonie 1962/1963 został królem strzelców z 18 bramkami na koncie. Po raz trzeci i zarazem ostatni w karierze trzy bramki w jednym meczu udało się Kielcowi strzelić 5 września 1965 roku w meczu wyjazdowym przeciw Stali Mielec (gole w 11, 19 i 21 minucie; mecz zakończony zwycięstwem Pogoni 5:3).
Piłkarz przez lata był kapitanem Pogoni. Znany był z twardych zasad. Karierę piłkarską przerwał 24 maja 1971 po meczu przeciwko Górnikowi Zabrze. Powodem tej decyzji był fakt, iż trener nie widział dla niego miejsca w kadrze meczowej. W 1979 rozegrał jeszcze dwa mecze w Pogoni. Rozpoczął pracę w Polskiej Żegludze Morskiej, gdzie pracował do 1985 roku. W międzyczasie, w 1979 roku wznowił karierę by pomóc mającej problemy drużynie. Rozegrał wówczas tylko jeden mecz przeciwko mieleckiej Stali. W sumie, w barwach Pogoni wystąpił w 218 meczach I ligi (81 goli), 64 meczach II ligi (32 bramki), 17 meczach Pucharu Polski (7 bramek) oraz 5 meczach Pucharu Intertoto. Do dziś może się poszczycić mianem najskuteczniejszego piłkarza Pogoni w historii (ex-aequo z Robertem Dymkowskim). W plebiscytach wielokrotnie był uznawany za jednego z najlepszych piłkarzy w historii klubu.
W 1985 roku wyjechał do Kanady. Przez cztery lata prowadził zespół Polonii Hamilton. Do dziś odwiedza Szczecin, gdzie pojawia się na meczach Oldboyów Pogoni.

## Reprezentacja Polski
Występował w reprezentacjach juniorów, młodzieżowych oraz seniorów (1 mecz).
| l.p. | Data       | Miejsce          | Rywal  | Wynik | Rozgrywki  | Grał   |
| ---- | ---------- | ---------------- | ------ | ----- | ---------- | ------ |
| 1.   | 11.10.1962 | Warszawa, Polska | Maroko | 1:1   | towarzyski | do 45' |